# Tipula (Trichotipula) cahuilla
Tipula (Trichotipula) cahuilla is een tweevleugelige uit de familie langpootmuggen (Tipulidae). De soort komt voor in het Nearctisch en Neotropisch gebied.